# Академик Иванов
«Академик Иванов» — рисованный мультипликационный фильм 1986 года, снятый в жанре юмористической оперы по одноимённому стихотворению Эдуарда Успенского. Последняя работа режиссёра Владимира Попова.

## Сюжет
Мультфильм начинается словами автора:

Всем известный математик

Академик Иванов

Не боялся ни буранов,

Ни обвалов, ни слонов.

Он мог погладить тигра

По шкуре полосатой.

Он не боялся встретиться

На озере с пиратами.

Он только улыбался

Под дулом пистолета,

Он запросто выдерживал

Два действия балета.

Академик Иванов, победитель международных конкурсов, боялся врачей, но оказалось, что лечение не такое уж и страшное, если лечат малиновым вареньем, мёдом и печеньем.

## Съёмочная группа
- Автор сценария: Эдуард Успенский
- Кинорежиссёр: Владимир Попов
- Художник-постановщик: Аркадий Шер
- Кинооператор: Кабул Расулов
- Звукооператор: Борис Фильчиков
- Композитор: Евгений Крылатов
- В фильме говорят и поют:
  - Олег Табаков
  - Светлана Степченко
- Художники-мультипликаторы:
  - Марина Восканьянц
  - Владимир Шевченко
  - Андрей Смирнов
  - Юрий Мещеряков
  - Татьяна Померанцева
  - Геннадий Морозов
- Ассистент режиссёра: Зинаида Плеханова
- Монтажёр: Наталия Степанцева
- Редактор: Раиса Фричинская
- Директор съёмочной группы: Любовь Бутырина

## Восприятие
В 2018 году сотрудница кафедры истории и культурологии Волгоградского государственного медицинского университета М. А. Волоконская включила мультфильм в список тех мультфильмов, которые, по её мнению, смогут использоваться родителями в качестве средства по борьбе с детскими фобиями. В аналогичном контексте рассматривает мультфильм Юлия Гусева в своей книге — она полагает, что тот может помочь ребёнку избавиться от страха перед предстоящим походом ко врачу.